# John Q. Trojanowski
John Quinn Trojanowski (* 17. Dezember 1946 in Bridgeport, Connecticut; † 8. Februar 2022 in Philadelphia, Pennsylvania) war ein US-amerikanischer Neuropathologe an der University of Pennsylvania. Er war dort zuletzt Direktor des Instituts für Alternsforschung (Institute on Aging) und hatte eine Professur für Geriatrie und Gerontologie inne.

## Leben und Wirken
Tojanowskis Kindheit und Jugend waren von zahlreichen Umzügen geprägt, sein Vater war Offizier bei der United States Air Force. Er erwarb 1970 am King’s College in Wilkes-Barre einen Abschluss in German Studies und 1976 an der Tufts University einen kombinierten M.D./Ph.D. Als Postdoktorand arbeitete er bei Nicholas K. Gonatas an der University of Pennsylvania.
John Q. Trojanowski war seit 1979 mit Virginia Man-Yee Lee verheiratet, die auch seine wissenschaftliche Partnerin war. Beide hatten akademische Positionen an der University of Pennsylvania inne. Unter anderem betrieben sie eine Brain Bank, eine systematische Gewebebank mit Proben von Patienten mit verschiedenen Erkrankungen des Zentralnervensystems oder ohne solche Erkrankungen.
Trojanowski und Lee konnten mit ihren Arbeiten zu neurodegenerativen Erkrankungen grundlegende wissenschaftliche Fortschritte erzielen. So trugen sie wesentlich zur Aufklärung der Bedeutung des Tau-Proteins für verschiedene Erkrankungen bei, die Tauopathien (darunter die Alzheimer-Krankheit), des Α-Synuclein für die Parkinson-Krankheit und die Lewy-Körper-Demenz und des TDP-43-Proteins für die frontotemporale Demenz (FTD) und die Amyotrophe Lateralsklerose (ALS).
Trojanowski hat laut Datenbank Scopus einen h-Index von 225 (Stand Oktober 2023).
Trojanowski stürzte einen Tag vor seinem 75. Geburtstag auf einer Treppe. Verzögert stellte sich eine hohe Querschnittlähmung ein. John Q. Trojanowski starb am 8. Februar 2022, wenige Stunden nachdem auf eigenen Wunsch die künstliche Beatmung abgestellt worden war.

## Auszeichnungen (Auswahl)
- 2002: Mitglied der Institute of Medicine (heute National Academy of Medicine)[2]
- 2012: Pasarow Award für Neuropsychiatrie (gemeinsam mit Virginia Man-Yee Lee)[3]
- 2014: J. Allyn Taylor International Prize in Medicine (gemeinsam mit Virginia Man-Yee Lee)[4]